# Auf Fall und Knall
Auf Fall und Knall (Originaltitel Rubrique-à-Brac) ist eine humoristische französische Comicserie, die 1968 von Gotlib für das Comicmagazin Pilote erschaffen wurde. Sie ist der Nachfolger der Dingodossiers, die Gotlib in Zusammenarbeit mit René Goscinny produzierte, bevor sich letzterer entschied sich vollumfänglich auf seinen Erfolgscomic Astérix zu konzentrieren. Die gesammelten Kurzgeschichten wurden zwischen 1970 und 1974 von Dargaud in fünf Alben veröffentlicht. 2002 ist eine Gesamtausgabe erschienen. Der Carlsen Verlag veröffentlichte ab 1983 vier deutschsprachige Alben in seiner Reihe 16/22.

## Stil
Auf Fall und Knall ist eine Sammlung zweiseitiger Kurzgeschichten, die von verschiedenen Themen handeln. 
Darin werden unter anderem Märchengeschichten neu erzählt, kulturelle Themen wie Sport, Film und Fernsehen, verschiedene Länder, Naturwissenschaften, Musik oder Geschichte angesprochen, Jugend und Kindheit dargestellt (oft über die Kindheit des Autors) und pseudowissenschaftliche Analysen über verschiedene Tiere gemacht.

## Figuren
Über die Alben gibt es verschiedene Figuren, die immer wieder auftreten:
- Isaac Newton, der laut der Geschichte das Gravitationsgesetz verfasst hat, nachdem ihm ein Apfel auf dem Kopf gefallen ist,[2] tritt als Running Gag auf, indem er verschiedenste Objekte auf den Kopf bekommt wie ein Pelikan, ein Klavier, ein Faultier, einen Knopf oder auch einen Kürbis.
- Der Marienkäfer ist im Hinter- oder Vordergrund öfters zu sehen. Er hat sich in den Zeichnungen Gotlibs immer mehr etabliert, um den freien Raum in den Panels zu besetzen. Meistens ist er im unteren Teil zu sehen und kommentiert die Geschehnisse, was den Autor provoziert.
- Professor Burp ist ein Zoologe der immer wieder seine absurden und pseudowissenschaftlichen Vorträge über verschiedene Tiere hält: Pelikan, Känguru, Hyäne oder auch Krokodilwächter.
- Gotlib selber erscheint immer wieder bei den autobiografischen Kurzgeschichten oder auch als tatsächliche Figur in den Geschichten.

## Veröffentlichungen (Auswahl)
Bei Dargaud:
- Rubrique-à-Brac (5 Bände)
- Rubrique-à-Brac Gallery
- Le Meilleur Bestauf de la Rubrique-à-Brac
- Rubrique-à-Brac L'INTÉGRALE[3]